# 电视告知
电视告知（俄语：ТВ Информ）是苏联及俄罗斯的一个电视新闻节目，于1991年8月28日至12月31日每晚九时（UTC+3）播出，12月27日前在苏联中央电视台第一套节目播出，12月27日起在奥斯坦金诺第一频道（第一频道的前身）上播出。该节目也在苏联中央电视台莫斯科节目播出，并提供手语翻译。该节目取代八一九事件后停播的《时间》，为苏联民众提供每日新闻。
节目设有子版块《体育》、《天气》（通常不完整，在节目结束时以字幕形式显示部分地区的天气资讯）与《政治之外的政客》 。10月24日，《电视告知》结束后，播出《新闻观点》栏目，由《电视新闻服务》栏目的政治观察员亚历山大·蒂霍米洛夫与俄罗斯最高苏维埃国际事务委员会卢金举行会谈。1991年11月4日，《电视告知》节目播出《苏联国务院会议报告》（由《电视新闻服务》小组制作）。
从1991年11月1日起，《电视告知》由新成立的电视资讯局（Информационное телевизионное агентство, ИТА）制作。《电视告知》在1991年12月31日最后一次播出，次日起同时段的新闻由《ITA新闻》取代。
请勿将其与第五频道的或有线网络的混淆。

## 主持人
- 谢尔盖·梅德韦杰夫
- 帕维尔·卡斯帕罗夫
- 伊琳娜·米西娜
- 塔蒂亚娜·科马罗娃
- 德米特里·林尼克
- 帕维尔·奥戈罗德尼科夫
- 米哈伊尔·奥索金

## 历史
1991年8月28日，随着《时间》的撤档，《电视告知》正式开播。首期节目的主持人是亚历山大·蒂科米洛夫，《实时发布》主持人是德米特里·林尼克和塔蒂亚娜·科马罗娃，《体育》主持人是妮娜·埃雷米娜。由于苏中央电视台第一套节目停播，该节目也于1991年12月31日停播并被《奥斯坦金诺新闻》取代。

## 节目片头
片头：弹出一个蓝色方块，然后不断分化成若干个蓝色小方块，中间印有“ ”字样。
公告栏：在此程序打开的大蓝色正方形背景下，所播出的新闻逐帧出现。
小型片头：一张代表地球的世界地图，紫色条纹从上到下穿过。
片尾：题为“电视新闻节目工作室”字样悬挂于静止画面下（1991年8月28日至1991年10月31日）。后改为在静止的风景背景下悬挂“电视新闻节目工作室”字样（1991年11月1日至12月31日）。

## 体育节目
《体育》：《电视告知》的子版块。该板块主要报道体育新闻。
主持人：
- 弗拉基米尔·托皮尔斯基
- 乔治·萨基森特
- 叶夫根尼·马约洛夫
- 达里亚
- 妮娜·埃雷米娜

片头：三个不同体育赛事节目的画面分别出现于三个方块中，它们放置于之旁。紫色背景上的黄色字母显示比赛进度与成绩。

## 天气预报
《天气预报》：《电视告知》的子版块。片头：悬挂在各种景观中的浅绿色字样。背景音乐为披頭四樂隊演奏的古典音乐《昨天》与《我爱她》。天气预报由Crosna，MTB和Avtobank赞助播出。
气象主持：Anatoly Yakovlev。